# Lycaeides nocensis
Lycaeides nocensis är en fjärilsart som beskrevs av Franz Dannehl 1925. Lycaeides nocensis ingår i släktet Lycaeides och familjen juvelvingar. Inga underarter finns listade i Catalogue of Life.